# Oteruelo de Don Andrés
Oteruelo de Don Andrés es un despoblado español del municipio de San Muñoz, perteneciente a la provincia de Salamanca, en la comunidad autónoma de Castilla y León.

## Historia
Hacia mediados del siglo XIX, el lugar, una alquería ya por entonces perteneciente a San Muñoz, tenía contabilizada una población de tres habitantes. Aparece descrito en el duodécimo volumen del Diccionario geográfico-estadístico-histórico de España y sus posesiones de Ultramar de Pascual Madoz con las siguientes palabras:

OTERUELO DE DON ANDRES: alq. en la prov. de Salamanca, part. jud. de Sequeros, térm. municipal de San Muñoz. pobl.: 1 vec., 3 almas.
(Madoz, 1849, p. 412)